# Trejos
Trejos es una localidad del estado mexicano de Jalisco. Es parte del municipio de Ixtlahuacán del Río.

## Demografía
| Gráfica de evolución demográfica |
|                                  |

| Censo | Población |
| ----- | --------- |
| 1900  | 902       |
| 1910  | 930       |
| 1921  | 1 205     |
| 1930  | 688       |
| 1940  | 855       |
| 1950  | 815       |
| 1960  | 1 407     |
| 1970  | 1 371     |
| 1980  | 1 749     |
| 1990  | 1 724     |
| 2000  | 1 612     |
| 2010  | 1 398     |
| 2020  | 1 429     |